# Diocèse de Crémone
Le diocèse de Crémone (en latin : Dioecesis Cremonensis ; en italien : Diocesi di Cremona) est un diocèse de l'Église catholique en Italie, suffragant de l'archidiocèse de Milan et appartenant à la région ecclésiastique de Lombardie.

## Territoire
Il est situé sur 3 provinces qui sont dans deux régions d'Italie différentes. La plus grande partie est dans la province de Crémone, le reste de cette province étant dans les diocèses de Crema et Mantoue. Il possède une partie de la province de Mantoue dont le reste est dans le diocèse de Mantoue. Il gère également une partie de la province de Bergame, le reste de cette province est sous la juridiction des diocèses de Bergame et Brescia.
Le diocèse a une superficie de 1 917 km2 couvrant 222 paroisses regroupées en 5 archidiaconés. L'évêché est à Crémone avec la cathédrale de l'Assomption. Dans la même ville, la chapelle des camilliens garde le corps du bienheureux Henri Rebuschini (es).
Le sanctuaire de Notre Dame de Caravaggio est un des plus célèbres pèlerinages de la Lombardie, mais aussi de toute l'Italie. Il existe d'autres lieux de dévotion comme Soncino où se trouve la dépouille de la bienheureuse Stéphanie de Quinzani et Rivolta d'Adda où les fidèles vénèrent saint François Spinelli et Albert Quadrelli (it).

## Histoire
Située sur les voies de communication du nord de l'Italie, Crémone accueille très tôt des missionnaires chrétiens, même s'il est désormais historiquement établi que la fondation de la communauté chrétienne par saint Barnabé au Ier siècle est une légende médiévale. La première preuve de la diffusion du christianisme à Crémone est liée à la figure de saint Eusèbe, disciple de Saint Jérôme, entre le IVe siècle et le Ve siècle.
L'érection du diocèse remonte à cette même période. Le premier évêque historiquement documenté est Jean qui participe au concile milanais de 451. Crémone est à l'origine suffragant de l'archidiocèse de Milan. Il y a peu d'information sur le diocèse dans les siècles suivants ; seuls deux autres évêques sont connus, Eustache (501) et Didier (680). C'est à partir de Stéphane, à la fin du VIIIe siècle, que la série épiscopale est presque ininterrompue jusqu'à aujourd'hui.
La renaissance du diocèse coïncide avec la fin de la domination lombarde et le début de la période carolingienne. À partir du VIIIe siècle et à nouveau tout au long des IXe et Xe siècles, les évêques de Crémone obtiennent divers privilèges et exemptions de l'empereur du Saint-Empire romain germanique. L'empereur Lothaire Ier confirme à l'évêque Pancoardo tous les privilèges et possessions de l'église de Crémone, qui s'étend également au sud de la ligne du Pô.
Liutprand (920-972) est probablement l'évêque le plus célèbre de l'époque médiévale. Il est un célèbre ambassadeur et historien engagé dans une mission difficile à Constantinople. Il importe à Crémone le culte de saint Himère (it), évêque d'Amelia, qui fut longtemps le saint patron de la ville, avant l'établissement du culte de saint Hommebon. L'évêque Sicard est un fervent promoteur du culte de saint Hommebon, décédé à Crémone le 15 novembre 1197 et dont Innocent III approuve le culte le 12 janvier 1198 par la bulle Quia pietas. Sicard participe aux croisades et écrit aussi une chronique.
En 1298, l'évêque Rainier organise le premier synode diocésain dont nous avons connaissance. À la fin du XIVe siècle, le territoire du diocèse est divisé en 30 pièves avec la présence d'au moins 60 monastères masculins et féminins, dont 40 dans la seule cité épiscopale. Dans la seconde moitié du XVe siècle et au début du siècle suivant, Crémone est troublée par les guerres. Sous la domination vénitienne,  Jérôme Trevisan est nommé évêque mais doit quitter la ville lors de la reconquête par les Français à la suite de la bataille d'Agnadel.
Le XVIe siècle est un siècle de contrastes. En 1502, Crémone voit la naissance de saint Antoine-Marie Zaccaria, un des acteurs de la Contre-Réforme et fondateur des clercs réguliers de Saint-Paul. Mais en même temps, Crémone est aussi le centre d'un mouvement en faveur du luthéranisme ; pour contrer cette idée, le dominicain Isidore Isolani, fait imprimer l'un des premiers ouvrages apologétiques anti-luthériens, le Revocatio Martini Luteri publié en 1519 avec une deuxième édition l'année suivante. Parmi les principaux partisans des décrets du concile de Trente, Mgr Nicolas Sfondrati organise des synodes, fait une visite pastorale et fonde le séminaire en 1566 ; cette activité lui vaut l'élection au trône pontificale le 5 décembre 1590 sous le nom de Grégoire XIV.
Entre la fin du XVIe siècle et le début du XVIIe siècle, le diocèse doit abandonner une grande partie de son territoire. En 1580, il perd 21 paroisses à la suite de la création du diocèse de Crema ; en 1601, les 25 paroisses d'Oltrepò (dans la zone entre Monticelli d'Ongina, Zibello et Busseto) intègre le nouveau Borgo San Donnino aujourd'hui diocèse de Fidenza. Pendant la période napoléonienne, Omobono Offredi obtient de Napoléon Bonaparte le calice d'or utilisé par saint Charles Borromée et plus tard la restitution de quatre églises que le vice-roi d'Italie voulait démolir. 
Entre le XIXe et XXe siècles se détache en particulier la figure de l'évêque Jérémie Bonomelli, qui donne une impulsion au renouveau spirituel et pastoral du diocèse ; sur la question romaine, il représente l'aile libérale modérée, avec ses nombreux écrits et ses lettres pastorales. Une autre figure importante de l'Église italienne du XXe siècle est le curé de Bozzolo, Don Primo Mazzolari, considéré comme l'un des précurseurs de l'esprit du concile Vatican II.

## Sources
- http://www.catholic-hierarchy.org